# Chodsigoa parva
Espèce
Statut de conservation UICN

DD : Données insuffisantes
Chodsigoa parva est une espèce de mammifères de la famille des Soricidae.

## Distribution
Cette musaraigne se rencontre uniquement en Chine dans l'Ouest de la province du Yunnan.

## Systématique
Le nom valide complet (avec auteur) de ce taxon est Chodsigoa parva G.M. Allen, 1923.
En 1985, le zoologiste américain Robert S. Hoffmann (d) (1929-2010) déclare que cette espèce est un synonyme de Chodsigoa lamula, toutefois ceci est remis en cause en 2003 par Darrin Lunde (d), Guy G. Musser et Nguyen Truong Son (d) qui démontrent que Chodsigoa parva est d'une taille inférieure à Chodsigoa lamula et qu'il s'agit d'une espèce à part entière telle que décrite par Glover Morrill Allen (1879-1942). Par ailleurs ils confirment que cette espèce n'est connue que de sa localité type dans le Yunnan.